# Mamers (Carolina del Norte)
Mamers es un lugar designado por el censo del condado de Harnett en el estado estadounidense de Carolina del Norte. La comunidad se encuentra a lo largo de la U.S. Route 421 en el municipio de Alta Little River de condado de Harnett al oeste de la ciudad de Lillington entre las comunidades de Ryes y Luart. Lugares prominentes cerca de aquí incluyen a la comunidad Estados Unidos Oficina de Correos (código postal 27552). Mamers se encuentra en el distrito de Boone Trail Elementary School, así como en la mitad occidental Harnett y distritos de la escuela secundaria. Mamers tiene la población de alrededor de 1000 y es una milla cuadrada. Es un gran lugar para vivir.